# 桂猫丸
桂 猫丸（かつら ねこまる）は、上方落語の名跡。現在は空き名跡となっている。

## 初代
初代桂文之助（後の2世曽呂利新左衛門）の素人落語時代の名。

## 2代目
（1827年 - 1885年）本名：島本三之助。
江州の宮大工の倅で、家業を嫌って興行師になり、落語の一座を作り、自らも落語を演じるようになる。
1874年ころ、下座三味線のお梅と知り合い結婚、お梅の連れ子が初代桂枝太郎だったので養子に迎え入れる。1882年、初代桂文之助（後の2世曽呂利新左衛門）に入門、2代目猫丸の名を貰い、興行師と落語のに2足のわらじで活動するようになる。中年からの入門で噺はうまくなかったが、興行の腕はしっかりしていた。西国方両を巡業中の矢先に熱病で急死。
亡くなる直前に梅花を名乗った記録もある。後年、枝太郎が催した追善会には「亡父梅花」と記している。